# Otto Strauß (Indologe)
Otto Hermann Strauß (* 18. Oktober 1881 in Berlin; † 20. Oktober 1940 in Bloemendaal) war ein deutscher Indologe und Hochschullehrer.

## Leben und Wirken
Nach seiner Reifeprüfung am Wilhelmsgymnasium in Berlin studierte Otto Strauß Indologie, Philosophie und Kunstgeschichte an den Universitäten München, Berlin und Kiel. Im Jahre 1905 promovierte er an der Christian-Albrechts-Universität zu Kiel bei dem Indologen Hermann Oldenberg. 1911 habilitierte er sich an der Universität Kiel für Sanskrit. Von 1913 bis 1920 wurde er für die Wahrnehmung einer Professur an der Universität Kalkutta beurlaubt, dort aber von 1915 bis 1920 interniert. Nach seiner Rückkehr nach Deutschland konnte er 1920 seine Lehrtätigkeit an der Universität Kiel wieder aufnehmen und lehrte hier vor allem über indische Philosophie. 1928 wechselte er als Nachfolger von Bruno Liebich auf eine ordentliche Professur für Indologie an der Universität Breslau. Strauß, der der evangelischen Kirche angehörte, wurde 1935 wegen seiner jüdischen Herkunft zwangsemeritiert. Einige Zeit lebte er noch in Berlin, dann zog er zu Freunden nach Bloemendaal in die Niederlande, wo er auf Grund einer Herzkrankheit starb. Strauß widmete sich in seinen Forschungen vor allem der indischen Philosophie, die er nach philologischen Methoden untersuchte.

## Schriften (Auswahl)
- Brhaspati im Veda. Dissertation Universität Kiel 1905.
- (Übers., mit Paul Deussen): Vier philosophische Texte des Mahâbhâratam. Sanatsujāta-Parvan, Bhagavadgītā, Mokshadharma, Anugītā. Brockhaus, Leipzig 1906.
- Ethische Probleme aus dem "Mahābhārāta". Tipografia Galileiana, Firenze 1912 (Habilitationsschrift Universität Kiel).
- (Übers., mit Paul Deussen): Viśvanātha Pañcānana Bhaṭṭācārya. Kārikāvalī mit des Verfassers eigenem Kommentar Siddhāntamuktāvalī (= Abhandlungen für die Kunde des Morgenlandes, Bd. 16,1). Brockhaus, Leipzig 1922.
- Indische Philosophie. Reinhardt, München 1924 (Neuausgabe, hrsg. von Andreas Pohlus, Shaker, Aachen 2004, ISBN 3-8322-3107-2).
- (Übers.): Th. Stcherbatsky / Erkenntnistheorie und Logik nach der Lehre der späteren Buddhisten. Schloss, München 1924.
- Altindische Spekulationen über die Sprache und ihre Probleme. In: Zeitschrift der Deutschen Morgenländischen Gesellschaft, Bd. 81 (1927), S. 89–151.
- Udgīthavidyā. De Gruyter, Berlin 1931.
- Die älteste Philosophie der Karma-Mimamsa. Akademie der Wissenschaften, Berlin 1932.
- Indische Religion. In: Carl Clemen/Franz Babinger: Die Religionen der Erde. Ihr Wesen und ihre Geschichte. 2. Aufl. Bruckmann, München 1949, S. 87–132.
- Kleine Schriften, hrsg. von Friedrich Wilhelm (= Glasenapp-Stiftung, Bd. 24). Steiner, Wiesbaden 1983.